# Modne bzdury
Modne bzdury – książka Alana Sokala i Jeana Bricmonta, powstała jako wyjaśnienie kontekstu i rozwinięcie tzw. sprawy Sokala, traktująca o nadużywaniu, zwykle opartym na ignorancji, sformułowań zaczerpniętych z języka nauk ścisłych, głównie matematyki i fizyki, przez filozofów i humanistów. Wydana najpierw we Francji, w 1997 roku, pt. Impostures intellectuelles (Paryż, Odile Jacob), następnie w USA jako Fashionable Nonsense: Postmodern Intellectuals Abuse of Science (Nowy Jork, Picador, 1998), i w Wielkiej Brytanii – jako Intellectual Impostures (Economist Books). Przekład polski wydania amerykańskiego ukazał się w 2004 roku.
Autorzy przeprowadzają analizę wielu tekstów i pokazują, że postmodernistyczni intelektualiści powołujący się na teorie z nauk ścisłych wykazują się często wątpliwą erudycją, żeby oczarować czytelnika. Krytykowani autorzy to: Jacques Lacan, Alain Badiou, Julia Kristeva, Paul Virilio, Jean-François Lyotard, Gilles Deleuze, Luce Irigaray, Bruno Latour oraz Jean Baudrillard, Arthur Laffer. Sokal i Bricmont krytykują postmodernistycznych intelektualistów nie tylko za to, że nie rozumieją teorii, o których mówią, ale także za stwierdzenia, które nie mają żadnego sensu lub nie odpowiadają stanowi faktycznemu. Np. Luce Irigaray została skrytykowana za stwierdzenie, że mechanika płynów zajmuje się kobiecymi aspektami i dlatego jest mało badana, natomiast „męska” mechanika ciała stałego jest popularną gałęzią fizyki (w rzeczywistości obecnie mechanika płynów jest dziedziną intensywnie badaną, a mechanika ciał stałych jest już „przebadana”). Natomiast podstawą takiego twierdzenia Irigaray jest powierzchowne skojarzenie znaczeń oparte na używanym w fizyce sformułowaniu „ciała sztywnego”.
Poza wytykaniem powierzchownej erudycji postmodernistów książka broni także metody naukowej przed swobodnym i relatywistycznym traktowaniem jej, jako jeszcze jednej formy dyskursu, narracji czy społecznego konstruktu – praktyki rozpowszechnionej według autorów wśród części humanistów. Według Sokala, deklarującego się jako zwolennik wartości lewicowych, podejście takie jest odrzuceniem zdobyczy Oświecenia i pogrążaniem się w irracjonalizmie. Krytyce relatywizmu poznawczego i obronie metody naukowej jest poświęcony cały rozdział 3 książki.
Krytyka książki Sokala i Bricmonta wychodziła głównie ze stanowiska, że postmoderniści mają prawo do swobodnego redefiniowania pojęć matematycznych i ich użycie nie musi być w żaden sposób zbieżne z ich rozumieniem w matematyce. Jeśli na przykład Jacques Lacan posługuje się pojęciem pierwiastka z -1 w sposób bezsensowny z punktu widzenia matematyki, to nie należy go traktować dosłownie, ale jako metaforę lub symbol w prywatnej przestrzeni nazw Lacana, niemający związku z matematyką. Skądinąd w książce Sokala znajduje się (na stronach 18–19 wydania polskiego) odpowiedź na podobne zarzuty.